# 파쿠랑가 칼리지
파쿠랑가 칼리지(Pakuranga College)는 뉴질랜드 오클랜드 시의 동쪽 파쿠랑가(Pakuranga)에 위치한 고등학교이다. 현재 본교의 교장은 Michael Williams이며, 2009년 중순에 부임했다. 학생의 자율성을 높이 기리는 전통이 있으며, 각종 스포츠 분야, 문학분야는 물론, 높은 학구열을 자랑하는 오클랜드의 명문 고교의 하나이다. 칼리지 (College)는 영연방 국가에서 고등학교를 뜻하는 단어로서, 미국의 종합대학과는 다른 의미로 쓰인다. 또 기존의 고등학교를 의미하는 High School 또는 Grammar School이라는 명칭이 사용되는 고교도 있다.

## 연혁
본교 파쿠랑가 칼리지는, 오클랜드 동쪽에 위치한 하윅(Howick)/파쿠랑가(Pakuranga) 지역에 위치하고 있다. 예로부터 하윅과 파쿠랑가 지역은 낙농업을 주를 이루는 목장지대가 형성되어 있으며, 겨울철에는 질퍽해지는 토양이 이 곳의 특징이었다. 따라서 이 지역에 설립된 파쿠랑가 칼리지의 운동장은 조금 더 정밀한 하수 시설이 도입되기까지 겨울철에 여러 가지 난점을 초래해왔다.
초대 교장으로 임명되었던 자는 병환으로 인해 교장직에서 물러남에 따라, Wattie Flemming가 1년 간 교장 권한 대행으로 지냈다. Ken Rae는 1966년 그가 정년퇴직에 이르기까지 교장직을 맡아왔다. 헬라 고전의 전설의 동물 네 가지의 이름을 본따 본교에 하우스 시스템을 도입했고, 이 가운데 페가수스(Pegasus)와 아르구스(Argus)라는 이름의 하우스가 존재한다. 처음으로 하우스 시스템이 도입된 때로부터 20년후 하우스의 증편과 개명이 진행되었다.

## 교복
개교시부터 교복 착용이 의무화되었으며, 본교의 교색인 초록색 계통의 의상이 주를 이루었다. 개교시부터 수차례에 걸쳐 교복 개량이 이루어졌다. 개교 당시부터 남녀공학으로서, 초창기에는 여학생들은 교외 외출시 장갑과 모자착용의 의무가, 또 전 남학생도는 야구모자 형태의 모자 착용의 의무가 있었다.
뉴질랜드 교육과정의 제 12학년과 제 13학년에 해당하는 해당하는 학생은 각각 다른 초록색의 교복을 착용하였다. 당시에는 제 12학년을 Form 6, 제 13학년은 Upper 6th form 이라고 불리었다. 현재는 각각 Form 6 와 Form 7로 분리되어 있다. 본교를 대표하는 대표학생(Prefects)들은 초록색의 블레이저 자켓과 본교를 대표하는 문양이 도입된 뱃지 등을 착용하게 되어있다. 1969년 이후부터는 남학생일 경우 정장의 바지와 흰 드레스 셔츠와 초록색의 넥타이를 착용하게 되었으며, 여학생일 경우 동일하게 흰 셔츠와 초록색 넥타이를 착용한다.
한편 고학년에 해당하는 제 13학년(Year 13 혹은 Form 7이라 불린다)은 규율에 상응하는 범위내의 사복이 허락된다.

## 역대 교장
앞서 언급한 교장 Ken Rae 이후의 역대 교장은 다음과 같다. Earnest Rive(1977년 퇴임), Stan Seagar(1986년 퇴임), Pamela Stone 여사(2003년 퇴임), Bali Haque(2006년 퇴임), Heather McRae (2009년 퇴임), 현재는 Michael Williams가 교장을 맡고 있다.

## 본교 내 건물
파쿠랑가 칼리지는 과거의 교장혹은 교사의 이름을 따서 건물의 이름을 짓고 있는 것이 특징이다. Rae부터 Stone의 이름 또한 그 건물의 이름 중에 포함되어 있다. 또, 각 건물을 가리켜 블럭(Block)이라고 부른다.
- Rae Block - 일반 교실들이 위치하고 있으며, 주로 사회과학계의 수업이 이루어진다.
- Rive Block - 일반 교실들이 위치하고 있으며, 이공계의 과목의 수업이 이루어지며, 컴퓨터실과 언어학습부서도 포함되어 있다.
- Seager Block - 주로 수학교실이 집중되어 있으며, 수학부서 교무실이 위치해 있다.
- Pamela Stone Block - 국문 (영어) 부서 전용 건물이다.
- Jill Sweeny Block - 최근에 완성된 이공계 건축물로서, 본교 과학교실 (화학, 생물학, 물리학)이 위치하여 있고, 과거 과학 교사로서 본교에 많은 공헌을 해온 Jill Sweeny 교사의 이름을 따 만들어진 건물이다.

이 밖에도 강당, 음악부서 건물, 미술부서 건물, 목공/철공 워크샵 건물, 체육부서 건물, 소규모 실내 체육관, 대규모 실내 체육관, 수영장, 탁아소, 특수반, 의무실등 각종 부서와 시설 등을 두루 갖추고 있는 명문교이다.

## 하우스 시스템
파쿠랑가 칼리지에는 학생들을 여섯 개의 하우스로 분할하여 관리를 하고 있다. 과거 영국식 교육의 특징으로, 각각 무작위로 구분된 (동교 내 혈연관계의 남매/자매 지간일 경우 같은 하우스에 소속될 가능성이 높다) 학생들을 하우스라고 불리는 분할식 교무처에 소속된다. 현재 파쿠랑가 칼리지의 여섯 개의 하우스는 뉴질랜드 토종 식목인 Kauri, Rimu, Totara, Pohutukawa, Nikau, Matai 등의 이름을 본따 만들어졌으며, 각 하우스를 상징하는 색이 구분되어 있다. 대한민국의 학교에서 개최되는 운동회의 청군 백군을 나누는 개념과 흡사하지만, 학생의 학업 전반까지 각 하우스에서 관리하는 부분이 다른점이라 할 수 있다. 각 하우스를 관리하는 학장은 Dean이라 불리며, 그 부학장 역할을 하는 이를 Assistant Dean이라 불린다. 즉, 각 하우스의 두 명의 관리 교사를 두어, 출석, 학업, 생활지도를 맡아서 진행하고 있다.
파쿠랑가 칼리지의 각 하우스의 색은 Kauri가 빨간색, Rimu가 초록색, Totara가 노란색, Pohutukawa가 주황색, Nikau가 파란색, Matai는 보라색으로 구분되어 있다. 각 하우스의 이름들은 마오리라고 불리는 뉴질랜드의 원주민의 언어 마오리어 명칭이다. 아침에 한 번, 점심시간 이후에 한 번, Tutor Group이라 불리는 각각의 교실에 참석하여 출석확인의 의무가 있다. Tutor Group에는 각자 다른 학년의 학생들이 함께 모여서 출석확인 시간을 함께 하며, 이것은 각 학년층의 학생과 자유로히 어울리며 교류를 갖게 하는 목적이 있다. 아침에는 중요 전달 사항들이 알려지며, 화요일에서 금요일 점심시간 이후의 출석확인 시간 이후에는 SSR 이라 불리는, 의무적 독서의 시간이 주어진다. 각 하우스마다 12조의 Tutor Group 들이 있으며, Tutor Group마다 알파벳 네 글자를 이용한 명칭이 있는데 Tutor Group 의 교사 (Tutor 라고 불린다)의 성이 Mr. Handsome 일 경우, 하우스의 머리글자와 성의 첫 세 글자를 조합하여 T H A N이라는 Tutor Group의 명칭이 주어진다.

## 동문
- 주은재 - 마스터 백수